# Because of You (album av Ne-Yo)
Because of You är R&B-artisten Ne-Yo:s andra album, utgivet den 8 maj 2007. Albumet är utgivet på Def Jam Recordings.

## Låtlista
- "Because of You"
- "Crazy" (duett med Jay-Z)
- "Can We Chill"
- "Do You"
- "Addicted"
- "Leaving Tonight" (duett med Jennifer Hudson)
- "Ain't Thinking About You"
- "Sex with My Ex"
- "Angel"
- "Make It Work"
- "Say It"
- "Go On Girl"
- "That's What It Does" (bonusspår i Storbritannien och Japan)
- "Spotlight" (bonusspår i Japan)